# Torneio Rio-São Paulo de Showbol de 2012
O Torneio Rio-São Paulo de Showbol de 2012 foi a sexta edição do torneio, realizada pela Showbol Brasil.

## Equipes
| Rio de Janeiro                 |
| Clube                          |
| ------------------------------ |
| Botafogo de Futebol e Regatas  |
| Clube de Regatas Flamengo      |
| Clube de Regatas Vasco da Gama |
| Fluminense Futebol Clube       |

| São Paulo                       |
| Clube                           |
| ------------------------------- |
| Santos Futebol Clube            |
| São Paulo Futebol Clube         |
| Sociedade Esportiva Palmeiras   |
| Sport Club Corinthians Paulista |

## Primeira fase

### Grupo A
fonte:
| Pos | Time       | Pts | J | V | E | D | GP | GC | SG  |
| --- | ---------- | --- | - | - | - | - | -- | -- | --- |
| 1   | Fluminense | 9   | 3 | 3 | 0 | 0 | 32 | 20 | 12  |
| 2   | Flamengo   | 6   | 3 | 2 | 0 | 1 | 25 | 22 | 3   |
| 4   | São Paulo  | 3   | 3 | 1 | 0 | 2 | 26 | 31 | -5  |
| 3   | Santos     | 0   | 3 | 0 | 0 | 3 | 19 | 29 | -10 |

| 13 de Setembro de 2012 18:00 | Fluminense | 12 - 6 | Santos | Casimiro de Abreu (RJ) |
|                              |            |        |        |                        |

| 13 de Setembro de 2012 19:00 | Flamengo | 12 - 8 | São Paulo | Casimiro de Abreu (RJ) |
|                              |          |        |           |                        |

| 29 de Setembro de 2012 12:00 | Santos | 7-10 | São Paulo | Rio das Ostras (RJ) |
|                              |        |      |           |                     |

| 29 de Setembro de 2012 13:00 | Flamengo | 6 - 8 | Fluminense | Rio das Ostras (RJ) |
|                              |          |       |            |                     |

| 30 de Setembro de 2012 12:00 | São Paulo | 8 - 12 | Fluminense | Rio das Ostras (RJ) |
|                              |           |        |            |                     |

| 30 de Setembro de 2012 13:00 | Flamengo | 7 - 6 | Santos | Rio das Ostras (RJ) |
|                              |          |       |        |                     |

### Grupo B
| Pos | Time        | Pts | J | V | E | D | GP | GC | SG  |
| --- | ----------- | --- | - | - | - | - | -- | -- | --- |
| 1   | Botafogo    | 5   | 3 | 1 | 2 | 0 | 31 | 22 | 9   |
| 2   | Corinthians | 5   | 3 | 1 | 2 | 0 | 22 | 19 | 3   |
| 3   | Vasco       | 4   | 3 | 1 | 1 | 1 | 27 | 24 | 3   |
| 4   | Palmeiras   | 1   | 3 | 0 | 1 | 2 | 16 | 31 | -15 |

| 18 de outubro de 2012 18:30 | Palmeiras | 7 - 16 | Botafogo | local a definir |
|                             |           |        |          |                 |

| 18 de outubro de 2012 19:30 | Vasco | 8 - 11 | Corinthians | local a definir |
|                             |       |        |             |                 |

| 20 de outubro de 2012 10:00 | Palmeiras | 4 - 4 | Corinthians | local a definir |
|                             |           |       |             |                 |

| 20 de outubro de 2012 11:00 | Vasco | 8 - 8 | Botafogo | local a definir |
|                             |       |       |          |                 |

| 21 de outubro de 2012 12:00 | Vasco | 11 - 5 | Palmeiras | local a definir |
|                             |       |        |           |                 |

| 21 de outubro de 2012 13:00 | Corinthians | 7 - 7 | Botafogo | local a definir |
|                             |             |       |          |                 |

## Fase final
|  | Semifinais                      | Semifinais |   |  | Final                           | Final |  |
|  |                                 |            |   |  |                                 |       |  |
|  | 27 de outubro - Local a definir |            |   |  |                                 |       |  |
|  | Fluminense                      | 3          |   |  |                                 |       |  |
|  | Corinthians                     | 5          |   |  |                                 |       |  |
|  |                                 |            |   |  |                                 |       |  |
|  |                                 |            |   |  | 28 de outubro - Local a definir |       |  |
|  |                                 |            |   |  | Corinthians                     | 9     |  |
|  |                                 | Flamengo   | 8 |  |                                 |       |  |
|  |                                 |            |   |  |                                 |       |  |
|  |                                 |            |   |  |                                 |       |  |
|  |                                 |            |   |  | Terceiro lugar                  |       |  |
|  | 27 de outubro - Local a definir |            |   |  |                                 |       |  |
|  | Botafogo                        | 11         |   |  |                                 |       |  |
|  | Flamengo                        | 14         |   |  |                                 |       |  |

### Semifinais
| 27 de Outubro de 2012 12:00 | Fluminense | 3 - 5 | Corinthians | Local a definir |
|                             |            |       |             |                 |

| 27 de Outubro de 2012 13:00 | Botafogo | 11 - 14 | Flamengo | Local a definir |
|                             |          |         |          |                 |

## Final
| 28 de Outubro de 2012 12:00 | Flamengo | 9 - 8 | Corinthians | Casimiro de Abreu (RJ) |
|                             |          |       |             |                        |

| Torneio Rio-São Paulo de 2012 Showbol |
| ------------------------------------- |
| Flamengo                              |